# Montchaton
Montchaton település Franciaországban, Manche megyében. Lakosainak száma 300 fő (2018. január 1.). Montchaton Orval, Hyenville, Montmartin-sur-Mer, Regnéville-sur-Mer és Orval-sur-Sienne községekkel határos.

## Népesség
A település népességének változása:
| Lakosok száma | 322  | 330  | 289  | 312  | 334  | 345  | 331  | 323  | 303  | 300  |
|               | 1962 | 1968 | 1982 | 1990 | 1999 | 2008 | 2011 | 2013 | 2017 | 2018 |